# Nedersttjärnen (Älvsby socken, Norrbotten)
Nedersttjärnen är en sjö i Älvsbyns kommun i Norrbotten och ingår i Alterälvens huvudavrinningsområde.